# 스팽글리시

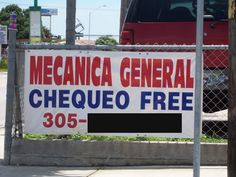
플로리다주 마이애미에서 촬영한 무료 상담 제공 문구

스팽글리시(영어: Spanglish)란 영어(English)와 스페인어(Spanish)의 언어 체계의 전이 현상으로서, 두 언어를 부분적으로 섞어쓰는 말하기 방식, 혹은 보통의 언어가 사람이 사는 지역에 따라 다르게 변하는 것을 말한다. 예를 들어, 미국내에 거주하는 라틴계 인구나 아르헨티나에 거주하는 영국계 인구는 매우 다양한 형태로 스팽글리시를 구사한다. 스팽글리시는 혼합어이나, 비 공식적인 언어이며 엄격하고 명확한 법칙이 존재하는 언어는 아니다.

## 같이 보기
- 콩글리시
- 재플리시
- 싱글리시